# Nas Paredes da Pedra Encantada
Nas Paredes da Pedra Encantada é um documentário brasileiro, dirigido pelo cineastas gaúchos Leonardo Bomfim e Cristiano Bastos, estilo road-movie, que conta a história do álbum musical mais caro do Brasil, (Paêbirú: Caminho da Montanha do Sol, de Lula Côrtes e Zé Ramalho).
O álbum foi lançado no ano de 1975 pela extinta gravadora Rozenblit com uma prensagem única de 1.300 exemplares. Destes exemplares, em torno de 1.000 se perderam em uma enchente que ocorreu em Recife em 1975. Junto com os exemplares perdidos, também foi destruída a fita máster. Este é o motivo para que uma das 300 cópias que se salvaram, tenha valor comercial médio de 4.000 reais, desbancando Louco por Você de Roberto Carlos como o mais caro do Brasil.

## Contexto e produção
Em Setembro de 2008, o repórter e cineasta gaúcho Cristiano Bastos fez uma reportagem para a revista "Rolling Stone Brasil" sobre o disco. Quando percebeu que sua apuração poderia render um documentário, se lançou com Leonardo Bonfim na aventura de tentar reconstituir os fatores que permitiram o surgimento do álbum.
O documentário, que começou a ser produzido em 2009,traz entrevistas com personagens como os músicos Lula Côrtes e Alceu Valença (que toca no disco), o arqueólogo Raul Córdula (que apresentou a Pedra do Ingá a Lula e a Zé Ramalho) e a cineasta Kátia Mesel (companheira de Lula então e sócia dele no selo Abrakadabra, que lançou o disco). As gravações registram muitos momentos musicais espontâneos e até cenas que reforçam as lendas em torno do disco. Zé Ramalho, que nunca fala sobre o assunto em entrevistas, preferiu não participar do filme.
Segundo a sinopse do documentário, Bastos e Bonfim arrumaram uma Kombi para levar Côrtes de volta a Ingá, recanto do agreste paraibano envolto no misticismo de uma pedra talhada com signos pré-milenares. Entre as lembranças de Lula e as histórias de figuras diversas da cena udigrudi nordestina (como Lailson, Alceu Valença e Kátia Mezel), o filme investiga, não só a riqueza musical de Paêbirú, mas também o imaginário particular do interior da Paraíba e o momento psicodélico dos anos 70 na ponte entre Recife e João Pessoa.
A estreia oficial do documentário se deu no dia dia 30 de abril de 2011 (1 mês após o falecimento de Lula Côrtes), na terceira edição do Festival Internacional do Documentário Musical, o In-Edit, no Cine Olido de São Paulo. Após rodar por vários festivais de cinema, o filme foi, mais tarde, lançado em DVD pelo selo goiano Monstro Discos, que em 2016 liberou-o na íntegra na internet por meio do YouTube.